# Dominick Montiglio
Dominick Montiglio (născut Dominick Anthony Santamaria; n. 17 iulie 1947, New York City, New York, SUA – d. 27 iunie 2021, Albuquerque, New Mexico, SUA) a fost un asociat al familiei Gambino.

## Biografie
Montiglio s-a născut în New York , fiul lui Anthony Santamaria și a Mariei Gaggi, ambii de origine siciliană. După ce a fost părăsit de tată, acesta a ajuns în grija unchiul său Nino Gaggi⁠(d). Mama sa s-a recăsătorit cu Anthony Montiglio, iar Dominick i-a luat numele de familie. Acesta era văr cu Frank Scalice, cap al familiei Gambino între 1930-1931.
În 1967, Montiglio s-a înrolat în armata Statelor Unite și a fost trimis în Vietnam, unde se susține că ar fi ucis 93 de soldați.

#### Familia Gambino
La întoarcere din Vietnam, a început să lucreze pentru familia Gambino ca traficant de droguri, șantajist și asasin, activități prin care obținea 250.000 de dolari pe săptămână ca parte a echipei mafiotului Roy DeMeo. După ce a fost arestat în 1983 pentru fraudă, familia Gambino a oferit un milion de dolari oricui îl ucide pe Montiglio de frică că acesta ar putea oferi informații autorităților. Conștient de acest fapt, Montiglio a fost de acord să colaboreze cu Biroul Federal de Investigații. A depus mărturie împotriva familiei și a lui Gaggi în diferite dosare, contribuind la condamnarea la închisoare a 56 de mafioți. După ce a rupt relațiile cu mafia, acesta și-a schimbat identitatea și a intrat alături de familia sa în programul de protecție a martorilor⁠(d), fiind mutat timp de un deceniu în diverse localități din Wyoming, Alabama și Colorado. Au părăsit programul în 1993.
Spre finalul vieții, Montiglio s-a dedicat artei. Acesta a apărut în documentarul din 1994 Loyalty & Betrayal: The Story of the American Mob.

#### Moartea
La 27 iunie 2021, Montiglio a murit la vârsta de 73 de ani în Albuquerque, New Mexico și a fost înmormântat în Cimitirul Național din Santa Fe⁠(d).